# Albidella nymphaeifolia
Albidella nymphaeifolia, vrsta močvarne jednosupnice iz porodice žabočunovki. Raširena je po krajnjem jugu Mesika, Gvatemali, Belizeu i Kubi. Helofit ili terofit.

## Sinonimi
- Alisma nymphaeifolium Griseb.
- Echinodorus nymphaeifolius (Griseb.) Buchenau
- Helanthium nymphaeifolium (Griseb.) Small